# Callitriche christensenii
Callitriche christensenii là một loài thực vật có hoa trong họ Mã đề. Loài này được Christoph. mô tả khoa học đầu tiên năm 1934.